# لي هو-سونغ
لي هو-سونغ (هانغل: 이호성) هو لاعب كرة قدم كوري جنوبي في مركز الهجوم، ولد في 12 سبتمبر 1974 في كوريا الجنوبية. شارك مع منتخب كوريا الجنوبية تحت 20 سنة لكرة القدم ومنتخب كوريا الجنوبية تحت 23 سنة لكرة القدم. أما مع النوادي، فقد لعب مع باليستيير خالسا.

## وصلات خارجية
- لي هو-سونغ على موقع الاتحاد الدولي (مؤرشف)  (الإنجليزية)
- لي هو-سونغ على موقع دوري كوريا الجنوبية (الإنجليزية)